# Кармиано
Кармиа̀но (на италиански: Carmiano, на местен диалект Carmiànu, Кармиану) е град и община в Южна Италия, провинция Лече, регион Пулия. Разположен е на 31 m надморска височина. Населението на общината е 11 988 души (към 2012 г.).